# برغنية الصخور
برغنية الصخور (الاسم العلمي:Bergenia scopulosa) هي نوع من النباتات تتبع جنس البرغنية من فصيلة كاسرات الحجر.